# Гомстед (Вісконсин)
Гомстед (англ. Homestead) — місто (англ. town) в США, в окрузі Флоренс штату Вісконсин. Населення — 383 особи (2020).

## Демографія
Згідно з переписом 2010 року, у місті мешкало 336 осіб у 150 домогосподарствах у складі 107 родин. Було 401 помешкання
Расовий склад населення:
| - 97,6 % — білих - 1,2 % — азіатів - 0,3 % — корінних американців |

До двох чи більше рас належало 0,9 %. Частка іспаномовних становила 0,0 % від усіх жителів.
За віковим діапазоном населення розподілялося таким чином: 17,9 % — особи молодші 18 років, 61,3 % — особи у віці 18—64 років, 20,8 % — особи у віці 65 років та старші. Медіана віку мешканця становила 51,3 року. На 100 осіб жіночої статі у місті припадало 112,7 чоловіків;  на 100 жінок у віці від 18 років та старших — 114,0 чоловіків також старших 18 років.
Середній дохід на одне домашнє господарство  становив 51 264 долари США (медіана — 46 250), а середній дохід на одну сім'ю — 61 974 долари (медіана — 53 500). Медіана доходів становила 35 833 долари для чоловіків та 31 364 долари для жінок. За межею бідності перебувало 10,5 % осіб, у тому числі 12,0 % дітей у віці до 18 років та 8,5 % осіб у віці 65 років та старших.
Цивільне працевлаштоване населення становило 180 осіб. Основні галузі зайнятості: освіта, охорона здоров'я та соціальна допомога — 17,2 %, науковці, спеціалісти, менеджери — 16,1 %, виробництво — 15,0 %.